# Liga de Eslovenia de waterpolo masculino
La Liga de Eslovenia de waterpolo masculino es la competición más importante de waterpolo masculino entre clubes eslovenos.

## Historial
Estos son los ganadores de la liga:
- 2012: AVK Triglav Kranj
- 2011:
- 2010: VK Koper
- 2009: VK Koper
- 2008: VK Koper
- 2007: AVK Slovan Olimpija Ljubljana
- 2006: AVK Triglav Kranj
- 2005: AVK Triglav Kranj
- 2004: AVK Triglav Kranj
- 2003: AVK Triglav Kranj
- 2002: AVK Triglav Kranj
- 2001: AVK Triglav Kranj
- 2000: AVK Triglav Kranj
- 1999: AVK Triglav Kranj
- 1998: AVK Triglav Kranj
- 1997: AVK Triglav Kranj
- 1996: VK Koper
- 1995: VK Koper
- 1994: AVK Triglav Kranj
- 1993: AVK Triglav Kranj
- 1992: AVK Triglav Kranj